# Кремль (плавучая батарея)
«Кремль» — броненосная плавучая батарея (броненосец береговой обороны) Русского императорского флота.
Из-за мощной брони и внушительного вооружения, корабли этого типа были довольно маломанёвренными.

## Строительство
Броненосная батарея «Кремля» была построена вскоре после спуска на воду первых российских броненосных судов подобного типа «Не тронь меня» и «Первенца». «Кремль» был заложен на верфи Семянникова и Полетики в Санкт-Петербурге 1 декабря 1864 года. Строительством корабля руководил Н. Е. Потапов. 14 марта 1865 года броненосная батарея была спущена на воду. Паровая машина была установлена со списанного фрегата «Илья Муромец». «Кремль» вступил в строй в 1867 году.

## Служба
3 августа 1869 года «Кремль» протаранил винтовой фрегат «Олег», затонувший через 15 минут после столкновения.
В мае 1885 года на переходе из Кронштадта в Ревель «Кремль» попал в сильный шторм. В результате была повреждена паровая машина броненосной батареи, а также корпус корабля. Командир корабля принял решение под парусами вывести корабль на отмель в заливе Кунда, где корабль и затонул. Вскоре «Кремль» был поднят и отбуксирован в Кронштадт для ремонта.
12 октября 1905 года «Кремль» был исключён из списков флота. В 1908 году отдан на слом.

## Командиры
- 21.06.1865 — 24.02.1869 — капитан 1-го ранга Пилкин, Константин Павлович
- с 24 февраля (8 марта) 1869[1]  — 01.01.1870 — капитан 2-го ранга Корнилов, Алексей Александрович
- 01.01.1870 — хх.хх.1870 — капитан 2-го ранга Вогак, Ипполит Константинович
- 02.03.1870 — хх.хх.1876— капитан 1-го ранга Селиванов, Павел Александрович
- хх.хх.1877 — хх.хх.1879 — капитан 2-го ранга (с 01.01.1879 капитан 1-го ранга) граф Литке, Константин Фёдорович
- 19.05.1880 — хх.хх.хххх — капитан 1-го ранга Шафров, Дмитрий Павлович
- хх.хх.1881 — хх.хх.1883 — капитан 1-го ранга фон Гольдбах, Дмитрий Николаевич
- хх.хх.1883 — хх.хх.1885 — капитан 1-го ранга Шамшин, Николай Иванович
- хх.хх.1886 — 26.01.1887 — капитан 1-го ранга Батурин, Владимир Дмитриевич
- 26.01.1887 — хх.хх.1887 — капитан 1-го ранга Бурачёк, Павел Степанович
- хх.хх.1887 — хх.хх.1888 — капитан 2-го ранга (затем капитан 1-го ранга) Реунов, Михаил Алексеевич
- хх.хх.1889 — хх.хх.1889 — капитан 2-го ранга Ивашинцев, Василий Фёдорович
- хх.хх.1890 — хх.хх.1892 — капитан 1-го ранга Сиденснер, Александр Карлович
- 01.01.1894 — хх.хх.1897 — капитан 1-го ранга Скрягин, Сергей Александрович
- хх.хх.1897 — 13.03.1900 — капитан 1-го ранга Скрягин, Николай Александрович
- 13.03.1900 — 18.10.1900 — капитан 1-го ранга барон Фитингоф, Бруно Александрович
- 09.09.1902 — хх.хх.1903 — капитан 1-го ранга Вильгельмс, Альфред Карлович
- 13.12.1904 — после 02.07.1905 — капитан 2-го ранга Колчак, Александр Фёдорович